# Жеравина, Аниса Нурлгаяновна
Аниса́ Нурлгая́новна Жера́вина (баш. Жеравина Әнисә Нурылғаян ҡыҙы — род. 22 мая 1932, Тайняшево, Чекмагушевский район, Башкирская АССР) — советский и российский историк, доктор исторических наук (1989), профессор (1990). Заслуженный работник высшей школы Российской Федерации (2011). Почётный работник высшего профессионального образования Российской Федерации (2002).

## Биография
Аниса Нур(ы)лгаяновна Жеравина (девичья фамилия — Нуриманова) родилась 22 мая 1932 года в деревне Тайняшево Чекмагушевского района Башкирской АССР. Отец- Нурылгаян Нуриманович (1886—1964, башкир) и Кафия Мухутдиновна (1888—1944). В период коллективизации, в начале 1930-х годов, 10 из 13 детей Нуримановых умерли от голода. Желая спасти оставшихся в живых детей, родители Анисы Нурылгаяновны переехали в Новосибирскую область. Сначала семья жила в одном из колохозов на Оби, затем переехала в строящийся соцгородок. Хабиб и Аниса Нуримановы выросли в Новосибирской области. Старшая сестра Анисы Нурлгаяновны Малифа осталась в Башкирии, работала учительницей.
В 1950 году Аниса Нуриманова окончила женскую среднюю школу № 36 города Новосибирска.

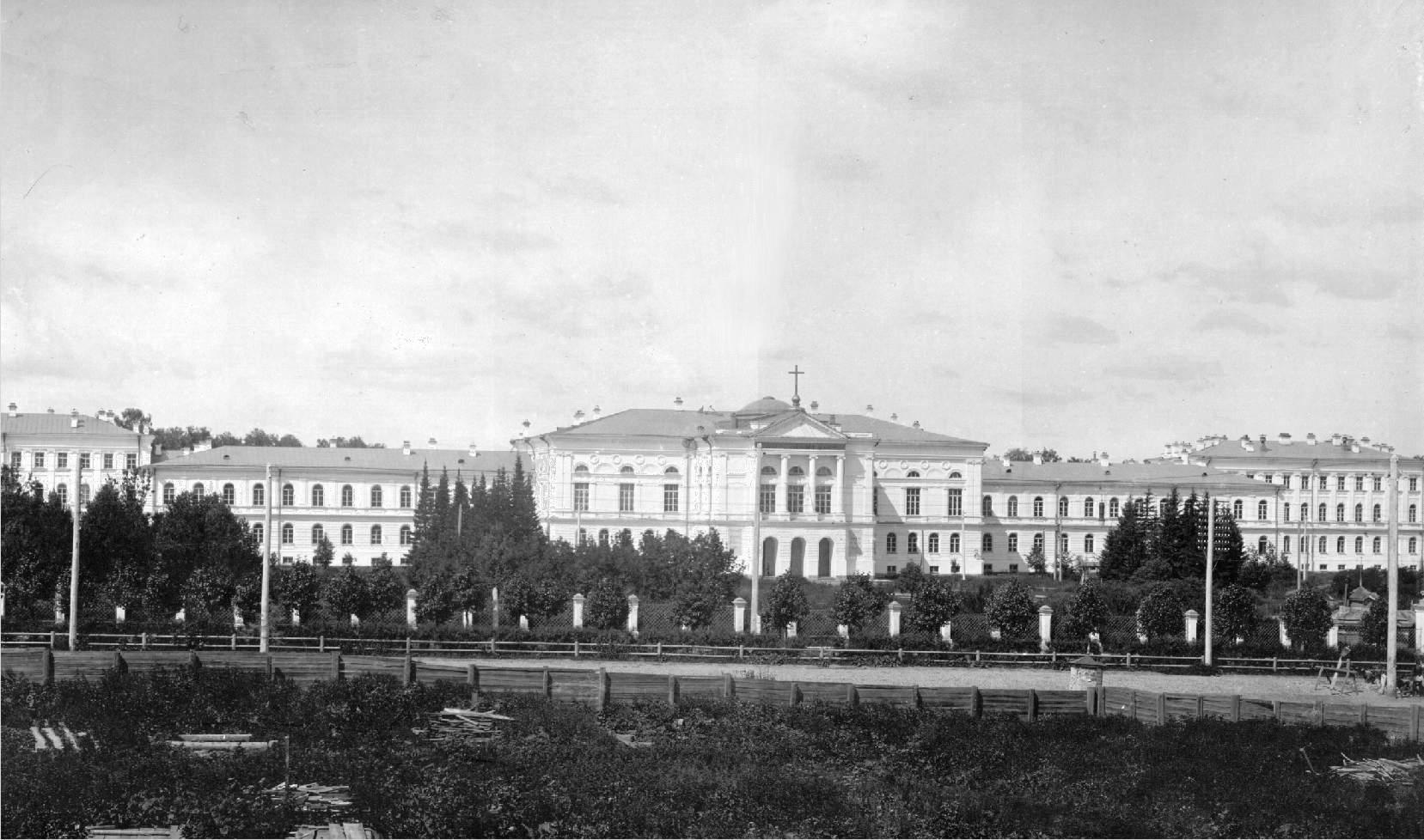
Томский императорский университет (год основания- 1878). Снимок 1910 г.

В 1955 году Аниса Нурлгаяновна окончила историко- филологический факультет Томского университета — первого университета Сибири, основанного в мае 1878 года.
В 1955—1957 годах работала учителем истории Мочогинской средней школы Молчановского района Томской области.
В 1957—1959 годах была заведующей отделом культуры исполкома Молчановского районного совета. В 1959—1961 годах работала учителем истории и библиотекарем в Молчановской средней школе.
С 1961 года аспирантка кафедры истории СССР Томского университета (научный руководитель— З. Я. Бояршинова). С 1963 года работала лаборантом кафедры истории СССР Томского университета.
С 1965 года — преподаватель Томского государственного университета: с 1965 года — ассистент, с 1970 года — старший преподаватель, с 1972 года — доцент. С 1990 года — профессор Томского государственного университета. С 2002 года — заведующая кафедрой Отечественной истории.
В 1969 году защитила диссертацию на соискание учёной степени кандидата исторических наук по теме: «Крестьянское хозяйство в период складывания приписной деревни на Алтае (1747—1797 гг.)».
В 1989 году защитила докторскую диссертацию на тему: «Приписные крестьяне Колывано-Воскресенских и Нерчинских заводов в 1747—1861 гг. (к проблеме частно-феодального землевладения на кабинетских землях в Сибири)».
Была членом научного совета Томского краеведческого музея. С 1990-х годов член совета по сохранению культурных традиций Томска и Томской области при комитете по культуре и туризму правительства Томской области.

## Научная деятельность
Научные исследования Анисы Нурлгаяновны посвящены истории крестьянства Сибири XVIII—XIX веков и истории предпринимательства XIX — начала XX веков.
Автор более 80 научных трудов.

## Научные труды
- Ещё раз к вопросу о поставках провианта для заводов и рудников приписными крестьянами Алтая (XVIII в.) // Некоторые вопросы истории крестьянства Сибири. —Томск, 1975. Вып. 18.[5]
- Эксплуатация детского труда в кабинетском хозяйстве Сибири (вторая половина XVIII — первая половина XIX вв.) // Вопросы истории дореволюционной Сибири. — Томск, 1983.
- Очерки по истории приписных крестьян кабинетского хозяйства в Сибири (вторая половина XVIII — первая половина XIX вв.). — Томск, 1985.
- История Сибири. — Томск, 1987. (авторҙаш)
- Сословный статус и социальная сущность приписных крестьян в Сибири в середине XVIII — середине XIX в. (по данным законодательства) //Сословия и государственная власть в России XV — середины XIX в. / Междунар. конф. Чтения памяти Л. В. Черепнина. — М., 1994.
- Из истории заселения и хозяйственного освоения русскими крестьянами пахотных земель на Алтае (1747—1861)//Аграрные технологии в России IX—XX в. XXV сессия симпозиума по аграрной истории Восточной Европы. Арзамас. 10-13 сент. 1996. — М., 1996.
- Особенности заселения и сельскохозяйственного освоения Сибири в конце XVII — первой половине XIX в. // Американский и сибирский фронтир: Материалы междунар. науч. конф. «Амер. и сиб. фронтир (фактор границы в амер. и сиб. истории)». 4-6 окт. 1996. — Томск, 1997.
- Экономическое развитие Сибири и её международные связи в конце XIX — начале XX в. (по материалам периодической печати) //Историческая наука на рубеже веков / Матер. Всерос. науч. конф. — Томск, 1999. Т. 1.
- Поступления в «комнату Его Императорского Величества» от кабинетского хозяйства в Сибири (1747—1861) // Актуальные вопр. истории Сибири: Втор. науч. чтения памяти проф. А. П. Бородавкина. 6-7 окт. 1999. — Барнаул, 2000.
- Кабинетское хозяйство в Сибири (1747—1861 гг.). — Томск, 2005.
- Интеграция приписной деревни и горнозаводского производства на кабинетских землях в Сибири. — Томск, 2006. (авторҙаш)
- Общественное значение внеслужебной деятельности томичей (по материалам дореволюционной печати второй половины XIX — начала XX в.) //150 лет периодической печати в Сибири. — Томск, 2007.
- Томск второй половины XIX — начала XX в. (по материалам дореволюционной печати). — Томск: Издательство Томского университета, 2010. — 402 с.

## Почётные звания и награды
- Заслуженный работник высшей школы Российской Федерации (2011)
- Почётный работник высшего профессионального образования Российской Федерации (2002)
- Заслуженный ветеран Томского государственного университета (1995)
- Медаль «За заслуги перед Томским университетом» (1998)

## Семья
Муж — Жеравин Александр Иванович (род. 1933), директор Томского областного драматического театра.
Дочь — Ольга (род. 1958), кандидат исторических наук, доцент Томского университета. Сын — Александр (род. 1970), хирург научно- исследовательского института онкологии.